# Гольшанский замок
Гольшанский замок (бел. Гальшанскі замак) — руины дворцово-паркового комплекса, резиденции рода Сапег, расположенные у агрогородка Гольшаны в Ошмянском районе Гродненской области Беларуси.

## История
Поселение Гольшаны с деревянным замком известное по летописям с XIII века, возникло на высокой самородной горе над рекой Корабель, на северо-востоке от местечка Гольшаны. Деревянный замок был построен князем Гольшей. Князья Гольшанские владели замком до 1525 года, а потом, после брака княжны Елены Юрьевны Гольшанской с Павлом Сапегой, он перешёл во владения Сапег. При Сапеге резиденцию перенесли на берег реки Лусты (Жиганки).
Гольшанский каменный замок, возведённый в первой половине XVII века — наглядная иллюстрация значительных изменений в архитектуре, произошедших в течение века. Своей композицией он отдалённо напоминает Мирский замок и представляет собой прямоугольную (88,6×95,6 м) замкнутую постройку. Жилые корпуса с башнями на углах создают замкнутый квадратный двор. Однако, могучие оборонительные стены, характерные для замкового строительства XVI  века, в Гольшанах уступили место фасаду жилого дома. Тут уже нет надбрамной башни, а шестиугольные башни стали меньше по размеру и более стройными. В них размещались жилые и хозяйственные помещения. Башни ещё не утратили своего оборонительного значения, однако основа обороны Гольшанского замка переместилась уже на могучие земляные валы и водные рвы, окружавшие замок.
Въездная брама размещалась по центру северо-восточного фасада, который с этой стороны выделяется монументальной простотой. Арочный проём обрамлялся архивольтом. Стены замка имели фигурную кладку с лепниной, были расчленены большими окнами. На уровне второго этажа северо-восточного корпуса со стороны двора проходила открытая галерея. Под замком размещались большие подвалы. Интерьеры были богато отделаны, стены украшены живописью. Значительную декоративную роль отыгрывали кафельные печи, стуковая лепнина по потолку и каминам, а также пол из керамических терракотовых и глазурных зелёных и коричневых крестов, звездоподобных, прямоугольных и квадратных плиток. В замке также была проведена уникальная система отопления, водопровод и канализация.
Богатства Сапег хватило даже на три искусственных озера, дно которых выложено плиткой. Сапеги собрали уникальную библиотеку, коллекцию картин и оружия. Напротив замковой брамы находилась небольшая часовенка, встроенная в жилой корпус.

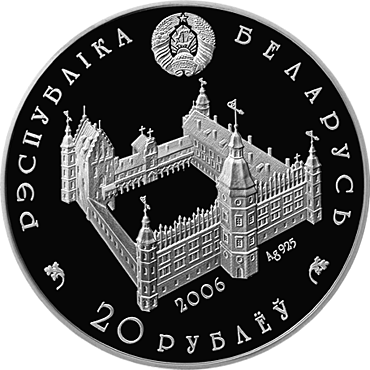
Изображение Гольшанского замка на памятной монете Национального банка Белоруссии

Композиция внешнего фасада Гольшанского замка напоминает современные ему голландские замки Бесенштеэн и Клейдаэль под Антверпеном. Такое сходство объясняется тем, что Белоруссия чувствовала сильное влияние голландско-фламандской архитектуры, бывшее итогом оживлённых культурных и торговых связей со странами Западной Европы. С конца ХVІ и до начала XVIII века на землях Речи Посполитой резиденции магнатов строились с анфиладной планировкой помещений, с аркадными галереями и наугольными башнями. Согласно такому принципу, например, были построены в конце XVI — начале XVII века польские замки Баранов, Красичин, Суха. Архитектурная композиция, планировка и частично их размеры очень близки и похожи на архитектурно-планировочные элементы Гольшанского замка.

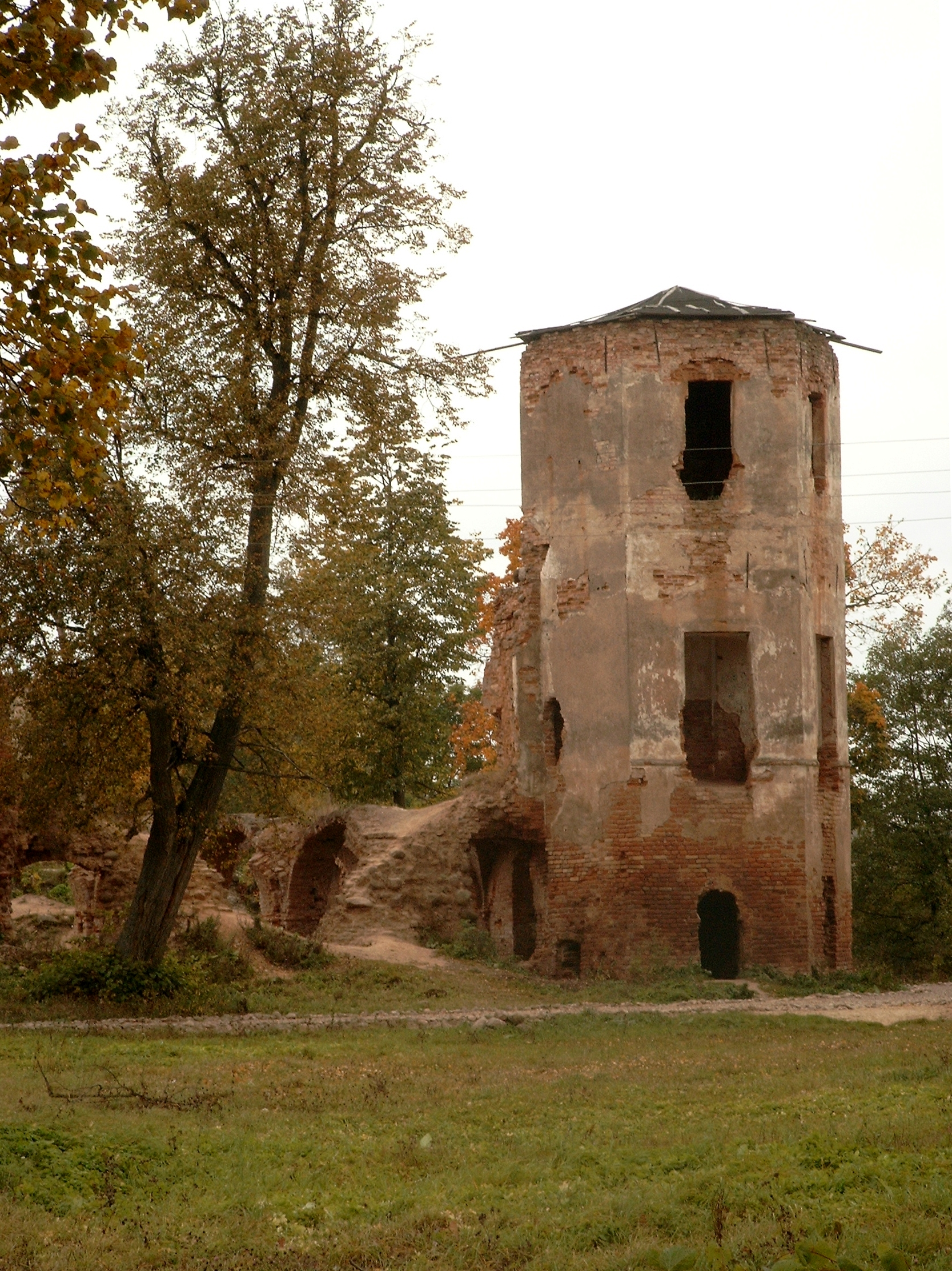
Башня замка, 2007 год

Замок был неоднократно разрушен и перестроен, что значительно изменило его внешний вид и объёмно-пространственную композицию (утрачены галереи, декоративное оформление стен, пристроены к северо-западному и юго-восточному корпусам две пятигранные башенки). В результате обследования памятника в 1981—1983 годах архитектурно-археологической экспедицией Специальных научно-реставрационных мастерских Министерства культуры выявлены 3 разновременных этапа строительства, отличающихся характером использованного кирпича, известкового раствора и техникой кладки.

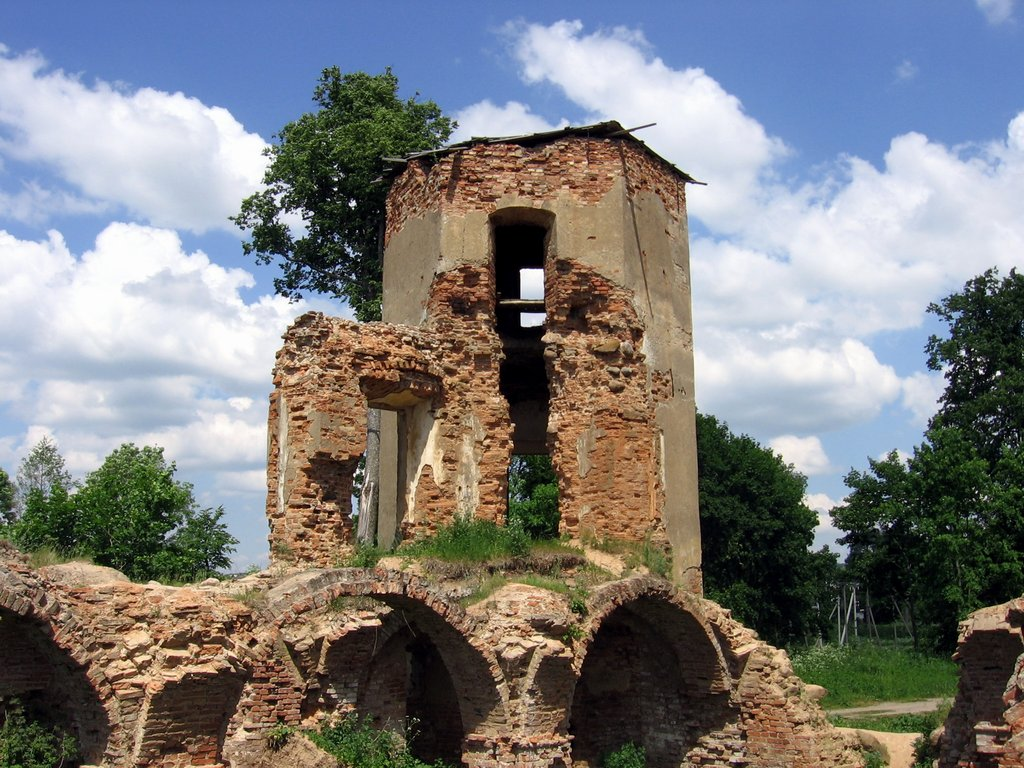
Гольшанский замок, 2006 год

Плохая сохранность замка в Гольшанах не позволяет достаточно полно определить его планировку. Можно только утверждать, что справа от входа находилась большая квадратная зала с четырьмя колоннами, на которые опирались крестовые своды.
Уже в XVII веке Гольшанский замок от Сапег перешёл к другим хозяевам, и на протяжении столетий часто переходил из рук в руки. В 1880 году владелец замка  Горбанёв начал взрывать башни и стены, а кирпич продавать на постройку корчмы.
До начала Первой мировой войны в замке ещё жили люди, а после Великой Отечественной войны остатки жилых помещений были окончательно разобраны для постройки необходимых местному колхозу свинарников и Дома культуры.

## Современное состояние
В наше время здесь проходит ежегодный фестиваль «Гольшанский замок».
Согласно постановлению Совета Министров от 3 июля 2016 года №437 Гольшанский замок был включён в число 27 объектов, расходы на сохранение которых (в части капитальных расходов) могут финансироваться из республиканского бюджета.
В 2018 году проведена гидроизоляция фундамента, восстановлены стены Северной башни, а также оконные и дверные проёмы. Стены башни для укрепления были стянуты спиралевидными стержнями, межъярусные перекрытия — укреплены, а наверху установлена крыша с флюгером.
6 мая 2021 года произошло торжественное открытие Северной башни Гольшанского замка и туристическо-информационного центра при нём.
По состоянию на 2024 практически полностью завершена консервация прилегающих к башне стен, планируется восстановление водоёма у стен замка.
Каждый год в августе здесь проходит фестиваль "Гальшанскi замак", зимой работает резиденция Деда Мороза.

## В искусстве

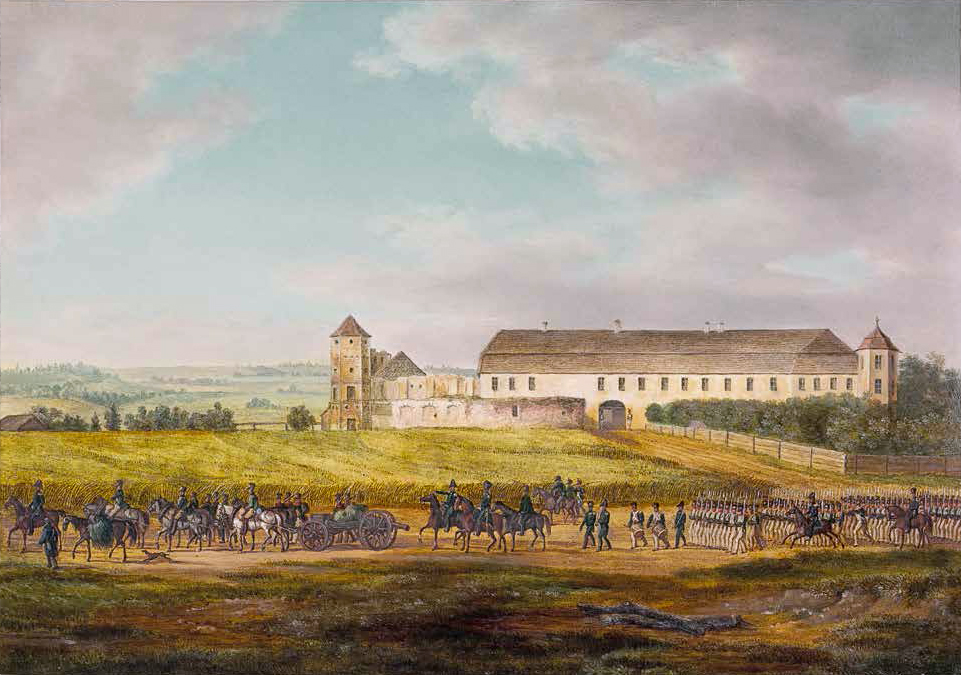
А. Адам Гольшаны. 1812 год.
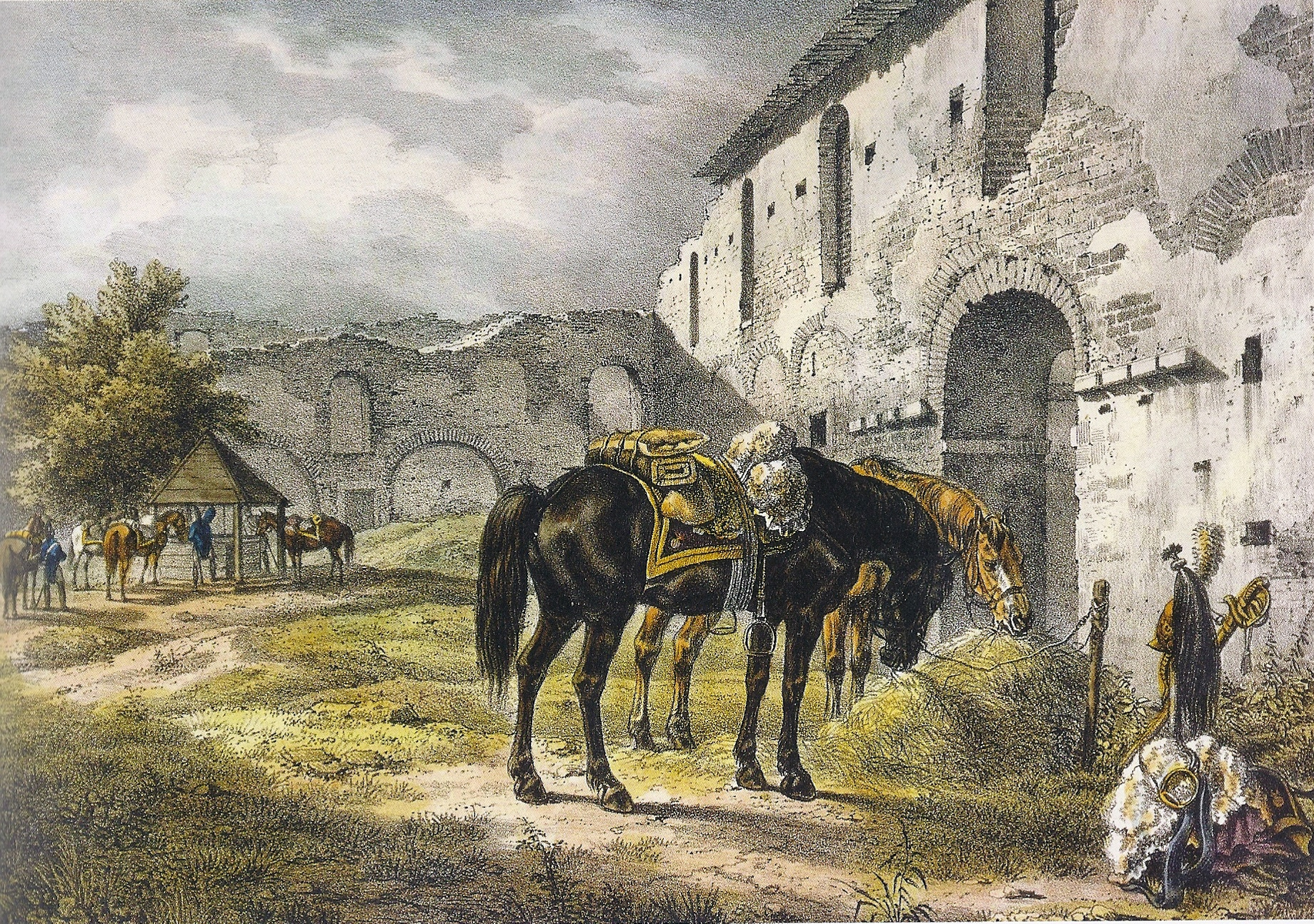
А. Адам Гольшаны, 11 июля 1812. Во дворике замка.
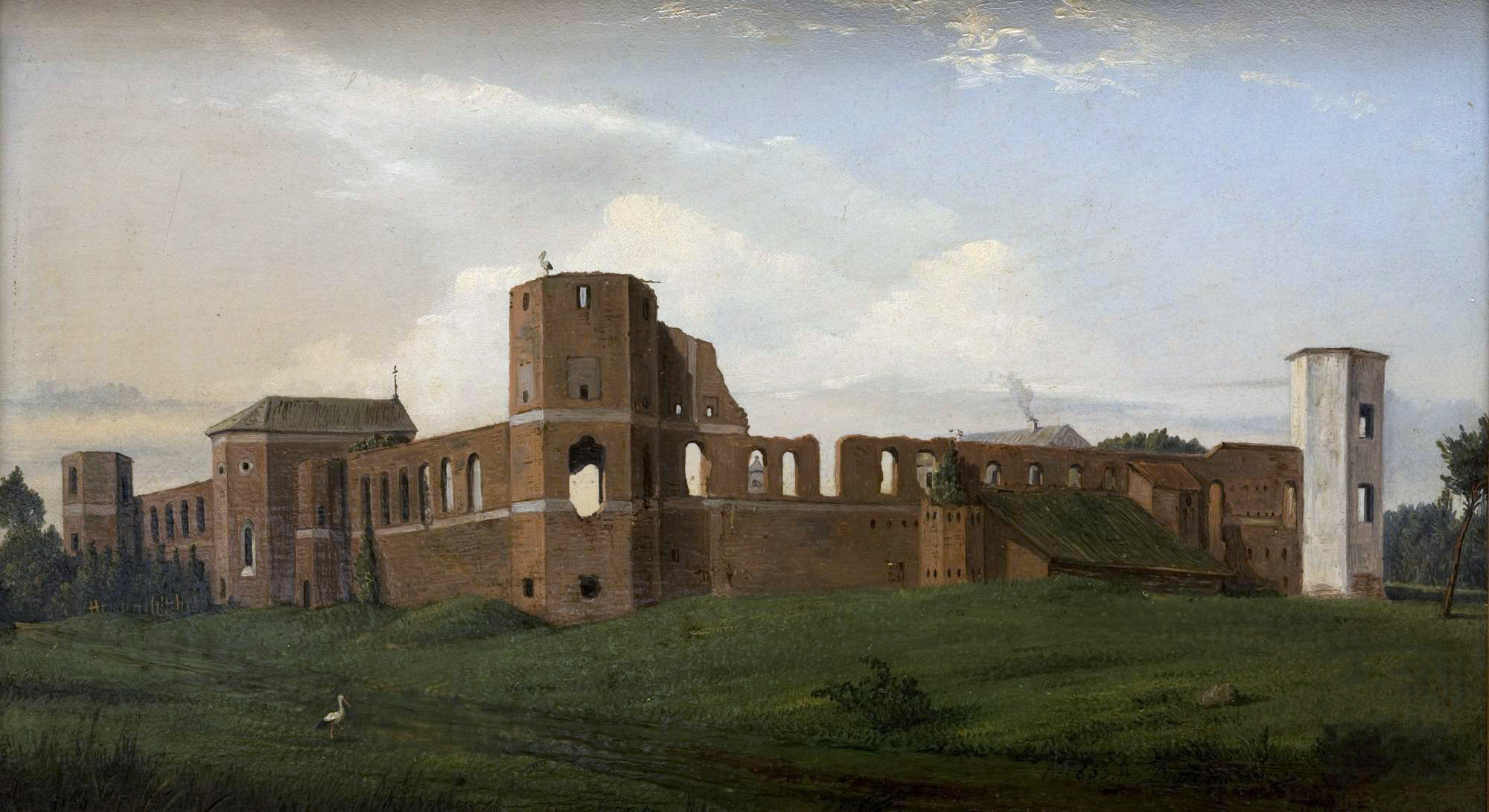
В. Дмаховский Руины замка в Гольшанах, 1853.
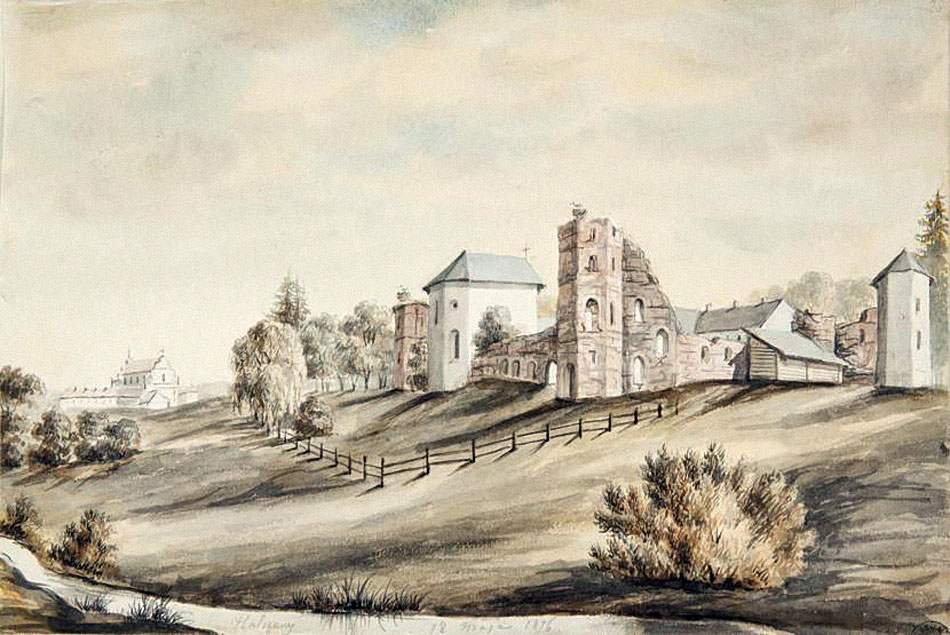
Н. Орда Гольшаны, XIX век.
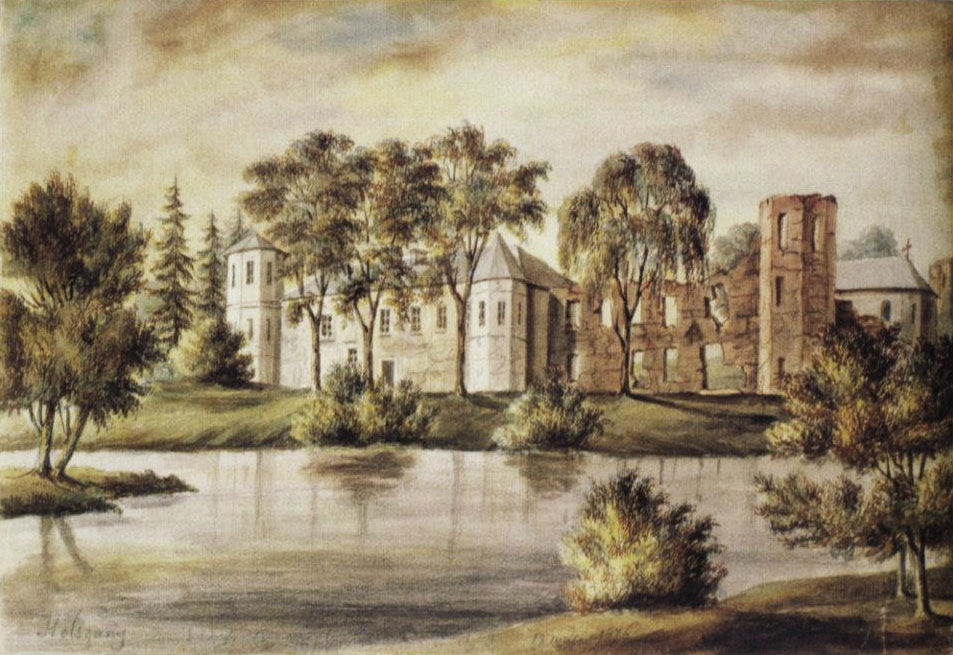
Н. Орда Замок Сапег в Гольшанах, XIX век.